# Сельское поселение «Деревня Колыхманово»
Сельское поселение «Деревня Колыхманово» — муниципальное образование в составе Юхновского района Калужской области.
Административный центр — деревня Колыхманово.

## Население
| 2010 | 2012 | 2013 | 2014 | 2015 | 2016 | 2017 |
| ---- | ---- | ---- | ---- | ---- | ---- | ---- |
| 401  | ↘375 | ↘356 | ↘354 | ↘351 | ↗359 | →359 |
| 2018 | 2019 | 2020 | 2021 |      |      |      |
| ↘352 | →352 | ↘345 | ↗657 |      |      |      |

## Населённые пункты
В состав муниципального образования входит 11 населённых пунктов: деревни Колыхманово, Коноплевка, Кувшиново, Мокрое, Натальинка, Озерки, Олоньи Горы, Палатки, Подборье, Устиновка и село Саволенка.